# نيكي جام
نيك ريفيرا كامينيرو ( لورانس ، ماساتشوستس ، 17 مارس 1981 ) ، المعروف باسمه المسرحي نيكي جام (بالإنجليزية: Nicky Jam) ، هو مغني ريغيتون و تراب أمريكي . 